# Mycetophila luctuosa
Mycetophila luctuosa es una especie de mosquito del género Mycetophila, categorizada en la tribu Mycetophilini, subfamilia Mycetophilinae.

## Distribución
Se distribuye por Canadá, Reino Unido, Finlandia, Noruega, Estonia, Estados Unidos, Alemania, Rusia, Suecia y Eslovaquia.

## Taxonomía
Fue descrita por Meigen en 1830.
Tratamiento taxonómico
La especie aparece registrada y publicada en Systematische Beschreibung der bekannten europäischen zweiflügeligen Insekten. Sechster Theil. Schulz, Hamm. xi + 401 + [3] pp.